# Сартен, Эмили
Эмили Сартен (англ. Emily Sartain; 1841—1927) — американская художница и гравёр, также педагог.
Была первой женщиной в Европе и Соединённых Штатах, которая практиковала технику гравировки меццо-тинто.

## Биография
Родилась 17 марта 1841 года в Филадельфии. Была пятой из восьми детей филадельфийского печатника и издателя журнала Джона Сартена и его жены Сюзанны Сартен (Susannah Longmate Swaine Sartain). Сестра художника Уильяма Сартена.
В 1858 году Эмили окончила Филадельфийскую школу для девочек, а затем преподавала в ней до лета 1862 года. Первоначально искусству девушку обучал её отец, включая технику гравировки меццо-тинто. Джон Сартен верил в равные возможности для женщин и мужчин, поощряя свою дочь к художественной карьере. Он заложил свой дом, чтобы дать ей качественное образование в изобразительном искусстве, взяв её в большое турне по Европе летом 1862 года. Перед отплытием в Европу посетили Монреаль и Квебек, а затем отплыли в Европу. Вместе с отцом они посетили многие страны Старого света. В Венеции они навестили художника Уильяма Хауэллса и его жену Элинор, которая тоже была художницей и архитектором. Во время поездки по Европе Джон Сартен узнал, что призван в армию в разразившуюся в США гражданскую войну, и с дочерью они вернулись в Америку.
На протяжении всей своей карьеры Эмили Сартейн была благодарна отцу за участие в её работе, пользовалась его поддержкой и связями. Она продолжила технику гравировки меццо-тинто, которой он её научил. Эмили жила со своими родителями до достаточно зрелого возраста, поддерживая и заботясь о них в поздние годы. В 1886 году она забрала их в её жилые помещения при Филадельфийской школе дизайна для женщин, директором которой являлась с 1886 по 1920 год.

### Творческая деятельность
Живописи Сартейн училась у Кристиана Шусселе и в Пенсильванской академии изящных искусств, где познакомилась с Томасом Икинсом. У них возникли романтические отношения, и они остались друзьями на всю жизнь.
В 1870 году Эмили встретилась в Филадельфии с Мэри Кэссетт, и в следующем году они уехали в Европу, где в Париже, Лондоне, Парме и Турине знакомились с работами известных художников и продолжали своё образование. В Италии они изучали гравюру у Карло Раймонди, который преподавал этот предмет в Академии изящных искусств в Парме. Затем Эмили провела несколько лет в Париже, училась у Эвариста Люмине. Она делила студию с французской художницей Жанной Ронжье. Иногда в этой же студии работала со своей американской подругой — художницей Флоренс Эсте. Две работы Эмили — жанровая картина Le Piece de Conviction и портрет Mlle. Del Sarte, были приняты на Парижский салон в 1875 году. В этом же году, по причине окончания средств, Сартен вернулась в Соединённые Штаты.
В 1875 году Сартен открыла студию в Филадельфии, где писала картины и создавала гравюры. На протяжении своей карьеры она делала копии картин в испанских и итальянских галереях — портреты и жанровые картины. Художница выставляла свои работы в городах восточного побережья США и стала единственной женщиной, удостоенной золотой медали на Всемирной выставке 1876 года в Филадельфии за свою работу The Reproof. Получала Приз Мэри Смит за лучший рисунок на выставках Академии изящных искусств Пенсильвании в 1881 и 1883 годах.
Эмили Сартен работала художественным редактором в газете Our Continent с 1881 по 1883 год. Также в 1883 году была художественным редактором New England Bygones. В 1893 году она выставляла свои работы в Palace of Fine Arts и в Pennsylvania Building на Всемирной выставке 1893 года в Чикаго.
Она была новой женщиной и вместе со своей невесткой основала в Филадельфии женскую организацию New Century Club. В 1886 году Сартен стала директором Филадельфийской школы дизайна для женщин, которая была крупнейшей в стране художественной школой для женщин. Благодаря своим усилиям она довела уровень преподавания в школе до уровня Французской академии изящных искусств и Пенсильванской академии изящных искусств. Эмили Сартен стала к 1890 году признанным национальным авторитетом по художественному образованию для женщин.
В 1897 году Эмили Сартейн и Элис Стивенс, художница и преподаватель в школе, основали в Филадельфии The Plastic Club. Сартеён была президентом клуба с 1899 по 1903 год, а затем в 1904—1905 годах. Она была участницей и докладчиком различных международных конференций и конгрессов. Её статья «Значение обучения дизайну для женщин» («Value of Training in Design for Woman») была опубликована в 1913 году в New York Times. Филадельфийской школой дизайна для женщин Эмили Сартен руководила по 1920 год, после чего вышла на пенсию. Её преемником стала племянница Гарриет Сартен (Harriet Sartain). За свою художественную и педагогическую деятельность Сартен была удостоена ряда медалей и дипломов — в знак признания её заслуг перед искусством и образованием.
Выйдя на пенсию, уехал в Сан-Диего, Калифорния. Продолжала ежегодно посещать Европу. Умерла 17 июня 1927 года, когда находилась в гостях в Филадельфии. Была похоронена там же на городском кладбище Mount Peace Cemetery.